# Clásico ribereño
El Clásico Ribereño es un partido de fútbol que tiene como protagonistas al Club Atlético Villa San Carlos y al Club Defensores de Cambaceres, las instituciones deportivas más importantes de las vecinas ciudades de Berisso y Ensenada respectivamente.
| Defensores de Cambaceres | Villa San Carlos |

## Toponimia
Berisso y Ensenada son dos de las tres ciudades que conforman el Gran La Plata junto con la Capital de la Provincia de Buenos Aires, la ciudad de La Plata. Sin Embargo, geográficamente se observa un extenso dominio de los territorios de las dos citadas primeramente sobre la ribera del Río de La Plata en esta región. Es por esto que se utiliza frecuentemente el término Clásico Ribereño para nombrar a este encuentro deportivo, que constituye en sí mismo el evento social más importante del que participan ambas ciudades en exclusividad. Una muestra de esto es la edición más reciente del propio (donde sólo pudieron asistir los simpatizantes de Villa San Carlos por cuestiones de seguridad) en donde había quince mil hinchas del equipo de Berisso, ciudad que posee poco más de ochenta mil habitantes.

## Historia
Ambos clubes en sus inicios consiguieron destacadas participaciones coincidiendo en la Liga Amateur Platense de fútbol, en donde lograron coronarse campeones en reiteradas ocasiones. Las mismas los llevaron a militar en los torneos oficiales de la AFA (Asociación del Fútbol Argentino) en donde hasta la fecha se han registrado 17 encuentros entre ambos. La cantidad no es tan abultada puesto que el equipo de Ensenada habitualmente se hallaba en una división superior al de Berisso, caso que hoy ocurre al revés. En estos 17 partidos oficiales, se nota una clara ventaja para Cambaceres que ganó 8 empató 6 y perdió 3. Sin embargo quizá el partido más memorado sea el empate que le otorgó a Villa San Carlos el campeonato de la Primera C (Argentina) 2008-2009 y el consecuente ascenso.

## Estadísticas
|                        | PJ | GC | E | GVSC | GolC | GolVSC |
| ---------------------- | -- | -- | - | ---- | ---- | ------ |
| Local Cambaceres       | 8  | 4  | 3 | 1    | 20   | 8      |
| Local Villa San Carlos | 9  | 4  | 3 | 2    | 16   | 8      |
| TOTAL                  | 17 | 8  | 6 | 3    | 36   | 16     |

| PJ: partidos jugados              |
| GC: ganador Cambaceres            |
| GVSC: ganador Villa San Carlos    |
| E: empate                         |
| GolC: goles de Cambaceres         |
| GolVSC: goles de Villa San Carlos |

## Todos los enfrentamientos

### En Primera D (1971-1973)
1) 1971: Cambaceres 5 - San Carlos 0 | Estadio: 12 de Octubre.
2) 1971: San Carlos 1 - Cambaceres 5 | Estadio: Genacio Sálice.
3) 1971: Cambaceres 0 - San Carlos 0 | Estadio: Gimnasia y Esgrima La Plata.
4) 1972: San Carlos 1 - Cambaceres 1 | Estadio: Genacio Sálice.
5) 1972: Cambaceres 3 - San Carlos 3 | Estadio: ¿12 de Octubre?.
6) 1972: San Carlos 0 - Cambaceres 2 | Estadio: Genacio Sálice.
7) 1973: Cambaceres 0 - San Carlos 1 | Estadio: 12 de Octubre.
8) 1973: San Carlos 1 - Cambaceres 1 | Estadio: Genacio Sálice.
9) 1973: San Carlos 2 - Cambaceres 1 | Estadio: Genacio Sálice.

### En Primera C (1977)
10) 1977: Cambaceres 5 - San Carlos 1 | Estadio: 12 de Octubre.
11) 1977: San Carlos 0 - Cambaceres 2 | Estadio: Genacio Sálice.

### En Primera D (1984)
12) 1984: Cambaceres 3 - San Carlos 1 | Estadio: 12 de Octubre.
13) 1984: San Carlos 2 - Cambaceres 1 | Estadio: Genacio Sálice.

### En Primera C (1986-1987)
14) 1986/87: Cambaceres 2 - San Carlos 0 | Estadio: 12 de Octubre.
15) 1986/87: San Carlos 0 - Cambaceres 2 | Estadio: Gimnasia y Esgrima La Plata.

### En Primera C (2008-2009)
16) 2008/09: Cambaceres 2 - San Carlos 2 | Estadio: Gimnasia y Esgrima La Plata.
17) 2008/09: San Carlos 1 - Cambaceres 1 | Estadio: Gimnasia y Esgrima La Plata.

## Hechos y datos destacados
Cambaceres posee ventaja en el total de los partidos computados, tanto como local como de visitante. Algo poco habitual en los clásicos del fútbol argentino.
Las máximas goleadas corresponden al conjunto ensenadense. En el primer enfrentamiento oficial en 1971 por el Campeonato de Primera D, Cambaceres venció a Villa San Carlos como local por 5-0. En ese mismo año y como visitante le ganó a la Villa por 1-5. Ya seis años después y en Primera C le ganaba en Ensenada por 5-1.
El clásico más popular ha sido un empate, pues allí el equipo berissense logró salir campeón del Torneo Primera C 2008-2009. Encuentro disputado en el Estadio Juan Carmelo Zerillo con resultado 1-1. De esta manera y por primera vez en su historia la villa ascendía a la Primera B.